# Rue Saint-Lazare (Bruxelles)
Pour les articles homonymes, voir Rue Saint-Lazare.
La rue Saint-Lazare (en néerlandais : Sint-Lazarusstraat) est une rue bruxelloise de la commune de Saint-Josse-ten-Noode qui relie la rue Gineste (Jardin botanique) à la place Charles Rogier.